# Фенуэй Парк
Фенуэй Парк (англ. Fenway Park) — бейсбольный стадион возле Кенмор-сквера в Бостоне, штат Массачусетс. На этом стадионе с 1912 года проводит свои домашние матчи команда «Бостон Ред Сокс». Фенуэй Парк — старейший стадион, на котором проходят матчи Главной лиги бейсбола. Строительство стадиона по проекту компании Osborn Engineering в 1912 году стоило 650 тысяч долларов. Изначально трибуны вмещали 35 тысяч зрителей, после множества реконструкций, последняя из которых была произведена в 2008 году, стадион может принять до 39 605 зрителей. Помимо бейсбольных матчей на стадионе в прошлом проводились матчи профессиональных лиг футбола («Бостон Биконс») и американского футбола («Бостон Пэтриотс»). 
Отличительной особенностью стадиона является наличие близко расположенной, но высокой (11,3 метров) стены, известной как Green Monster (Зелёный монстр), которая является левой границей игрового поля и популярной мишенью для отбивающих-правшей. Наверху стены расположены зрительские места.
Близость и высота стены отчасти облегчает жизнь защитникам левого поля, но, с другой стороны, собранный из железных листов "зеленый монстр" известен непредсказуемыми отскоками мяча, а из-за отсутствия традиционных матов - еще и травмоопасен.
В противоположность левой, правая часть поля оканчивается довольно низким (1,5 м) забором, и полевые игроки порой веселят зрителей т.н. "флипами", перекувыркиваясь через ограду во время ловли мяча.